# Allomyces moniliformis
Allomyces moniliformis är en svampart som beskrevs av Coker & Braxton 1926. Allomyces moniliformis ingår i släktet Allomyces och familjen Blastocladiaceae.   Inga underarter finns listade i Catalogue of Life.